# Alec Skempton
Alec Westley Skempton FRS FREng (Northampton, 4 de junho de 1914 – Londres, 9 de agosto de 2001) foi um engenheiro civil inglês. É reconhecido internacionalmente, junto de Karl von Terzaghi, como pai da mecânica dos solos.
Estabeleceu o curso de mecânica dos solos no Imperial College London, onde os edifícios dos departamentos de engenharia civil e ambiental foram denominados em seu nome em 2004.